# Nurcan Taylan
Nurcan Taylan est une haltérophile turque née le 29 octobre 1983, à Ankara.
Lors des Jeux olympiques de 2008, elle concourt dans la catégorie féminine des 48 kg qu'elle n'a pas terminé. Huit ans plus tard, la réanalyse des échantillons de ces JO révèle la présence d'une substance interdite, la stanozolol.